# Maria Wern – Som skuggor
Maria Wern – Som skuggor är en svensk kriminalfilm från 2021. Filmen är regisserad av Johan Lundin, producerad av Johanna Wennerberg och skriven av Inger Scharis och Jimmy Lindgren. Den är baserad på Anna Janssons romaner och ingår i den åttonde säsongen om kriminalinspektören Maria Wern. Filmen är uppdelad i två delar med premiär på C More den 10 maj 2021.

## Rollista
| - Eva Röse – Maria Wern - Allan Svensson – Hartman - Erik Johansson – Sebastian - Peter Perski – Arvidsson - Lola Zackow – Sasha - Oscar Pettersson – Emil Wern - Sigrid Johnson – Linda Wern - Samuel Astor – Oscar - Zardasht Rad – Kardo | - Cankurd Belge – Arbetare - Tehilla Blad – Iris - Pia Halvorsen – Ingrid - Henrik Kvarnlöt – Philip - Oskar Laring – Johan - Gustav Levin – Nils - Annica Liljeblad – Anne - Peshang Rad – Sirwan - Ala Riani – Agrin - Kristoffer Stålbrand – Morgan - Hendrik Törling – Bonden |